# چنگیز هلدینگ
چنگیز هلدینگ (انگلیسی: Cengiz Holding) شرکت خوشه‌ای ترک است، که در سال ۱۹۸۰ توسط محمد چنگیز تأسیس شد. این شرکت در زمینه ساخت‌وساز، انرژی، استخراج معادن و گردشگری فعالیت می‌کند.